# Ян Кайци
Ян Кайци́ (кит. 杨凯淇; род. 6 мая 1988, Хэйлунцзян) — канадский и китайский шахматист, гроссмейстер (2019), старший тренер ФИДЕ, тренер юношеских сборных Канады и Китая.

## Карьера
Победитель 1-го открытого чемпионата в Сеуле (2008), одного из сильнейших в истории Южной Кореи. Также сыграл в 3rd PGMA Cup и в открытом чемпионате Малайзии.
Участник командного чемпионата Китая 2013 в составе сборной Хэбэя.
В 2015 году разделил 1-2 места с Андреем Горовецем и Магешем Чандраном Панчанатаном на национальном шахматном конгрессе в Филадельфии. Занял 2-е место после Евгения Бареева на турнире Chess to Remember.
3 гроссмейстерские нормы выполнил на турнирах:
- 2nd Subic International Open (2009 — 3-е место)[14];
- Third Saturday 66 (Нови-Сад, 2018 — 1-е место)[15];
- Third Saturday 75 (Нови-Сад, 2019 — 1-е место)[16];

В Сербии также становился призёром других турниров: Paracin Winter Chess Festival (Парачин — победа), Third Saturday 105-109 (Нови-Сад — 1-2 места с Уртнасаном Насанджаргалом).